# Ronald Fritzsch
Ronald Horst Fritzsch (* 8. September 1951 in Hannover; † 10. November 2022 in Berlin) war ein Mitglied der terroristischen Vereinigung Bewegung 2. Juni.

## Leben
Ronald Fritzsch besuchte in Hannover die Volksschule, anschließend die Handelsschule. Eine Ausbildung im Verwaltungsdienst brach er ab und zog Ende 1970 nach Berlin, wo er sich der Anarcho-Szene anschloss. Zwischen 1971 und 1974 arbeitete er als Kraftfahrer für die Deutsche Reichsbahn im Reichsbahnausbesserungswerk Berlin-Grunewald.
Nach der Entführung des Berliner CDU-Politikers Peter Lorenz wurde er am 9. September 1975 gefasst. Gemeinsam mit Fritz Teufel, Ralf Reinders, Till Meyer, Gerald Klöpper und Andreas Vogel stand er ab dem 11. April 1978 wegen Lorenz’ Entführung sowie der Ermordung des Berliner Kammergerichtspräsidenten Günter von Drenkmann vor Gericht.
Während des Prozesses 1978 griff er wie seine Mitangeklagten Teufel und Reinders seinen Pflichtverteidiger bei einer Unterredung mit ihm im Gefängnis handgreiflich an, um zu erreichen, einen Verteidiger seiner Wahl zu erhalten.
Wegen seiner Beteiligung an der Entführung von Peter Lorenz und wegen Bildung terroristischer Vereinigungen wurde Fritzsch 1980 zu einer Freiheitsstrafe von 13 Jahren und drei Monaten verurteilt. 1989 wurde er aus der Justizvollzugsanstalt Moabit entlassen. Nach seiner Freilassung betätigte er sich als selbständiger Kaufmann für Bürobedarfsartikel.

## Schriften
- Die Bewegung 2. Juni. Gespräche über Haschrebellen, Lorenzentführung, Knast. Berlin/Amsterdam 1995 ISBN 3-89408-052-3 (gemeinsam mit Ralf Reinders)
- Die Unbeugsamen von der Spree. Interview mit Ronald Fritzsch, Gerald Klöpper, Ralf Reinders und Fritz Teufel. Berlin, o. J. (1978). 80 Seiten